# Campionat d'Europa d'atletisme en pista coberta de 1981
El Campionat d'Europa d'atletisme en pista coberta de 1981 fou la dotzena edició del Campionat d'Europa d'atletisme en pista coberta. La competició es digué a terme a la ciutat de Grenoble (França) entre els dies 21 i 22 de febrer de 1981 sota l'organització de l'Associació Europea d'Atletisme (AEA) i la Federació Francesa d'atletisme.
Aquesta fou la segona vegada que la ciutat francesa acollia el campionat després de l'edició de 1972. La competició es dugué a terme al Palau dels Esports amb una pista de 180 metres de llargada.
En aquesta edició s'incporà al programa masculí la prova de 5 km de marxa atlètica.

## Participants
Hi participaren un total de 257 atletes de 23 nacions diferents:
- Àustria (8)
- Bèlgica (6)
- Bulgària (18)
- Dinamarca (5)
- Espanya (12)
- Finlàndia (10)
- França (38)
- Grècia (5)
- Hongria (8)
- Islàndia (2)
- Itàlia (21)
- Iugoslàvia (6)
- Noruega (1)
- Països Baixos (3)
- Polònia (10)
- Portugal (1)
- Regne Unit (17)
- RFA (27)
- RDA (12)
- Suècia (9)
- Suïssa (6)
- Txecoslovàquia (10)
- Unió Soviètica (22)

## Resutats

### Categoria masculina
| Event                      | Or                       | Or       | Plata                    | Plata    | Bronze                   | Bronze   |
| 50 metres llisos detalls   | Marian Woronin (POL)     | 5.65     | Vladimir Muravyov (URS)  | 5.76     | Andrey Shlyapnikov (URS) | 5.77     |
| 400 metres llisos detalls  | Andreas Knebel (GDR)     | 46.52    | Martin Weppler (FRG)     | 46.88    | Stefano Malinverni (ITA) | 46.96    |
| 800 metres llisos detalls  | Herbert Wursthorn (FRG)  | 1:47.70  | András Paróczai (HUN)    | 1:47.73  | Antonio Páez (ESP)       | 1:48.31  |
| 1500 metres llisos detalls | Thomas Wessinghage (FRG) | 3:42.64  | Uwe Becker (FRG)         | 3:43.02  | Mirosław Żerkowski (POL) | 3:44.32  |
| 3000 metres llisos detalls | Alex Gonzalez (FRA)      | 7:22.71  | Evgeni Ignatov (BUL)     | [ 1 ]    | Valeriy Abramov (URS)    | [ 1 ]    |
| 50 metres tanques detalls  | Arto Bryggare (FIN)      | 6.47     | Javier Moracho (ESP)     | 6.48     | Guy Drut (FRA)           | 6.54     |
| 5 km marxa detalls         | Hartwig Gauder (GDR)     | 19:08.59 | Maurizio Damilano (ITA)  | 19:13.90 | Gérard Lelievre (FRA)    | 19:55.02 |
| Salt d'alçada detalls      | Roland Dalhäuser (SUI)   | 2.28     | Carlo Thränhardt (FRG)   | 2.25     | Dietmar Mögenburg (FRG)  | 2.25     |
| Salt amb perxa detalls     | Thierry Vigneron (FRA)   | 5.70     | Aleksandr Krupskiy (URS) | 5.65     | Jean-Michel Bellot (FRA) | 5.65     |
| Salt de llargada detalls   | Rolf Bernhard (SUI)      | 8.01     | Antonio Corgos (ESP)     | 7.97     | Shamil Abbyasov (URS)    | 7.95     |
| Triple salt detalls        | Shamil Abbyasov (URS)    | 17.30    | Klaus Kübler (FRG)       | 16.73    | Aston Moore (GBR)        | 16.73    |
| Llançament de pes detalls  | Reijo Ståhlberg (FIN)    | 19.88    | Luc Viudès (FRA)         | 19.41    | Zlatan Saracevic (YUG)   | 19.40    |

### Categoria femenina
| Event                      | Or                          | Or      | Plata                    | Plata   | Bronze                  | Bronze  |
| 50 metres llisos detalls   | Sofka Popova (BUL)          | 6.17    | Linda Haglund (SWE)      | 6.17    | Marita Koch (GDR)       | 6.19    |
| 400 metres llisos detalls  | Jarmila Kratochvílová (TCH) | 50.07   | Natalya Bochina (URS)    | 52.32   | Verona Elder (GBR)      | 52.37   |
| 800 metres llisos detalls  | Hildegard Ullrich (GDR)     | 2:00.94 | Svetla Zlateva (BUL)     | 2:01.37 | Nikolina Shtereva (BUL) | 2:02.50 |
| 1500 metres llisos detalls | Agnese Possamai (ITA)       | 4:07.49 | Valentina Ilyinykh (URS) | 4:08.17 | Lyubov Smolka (URS)     | 4:08.64 |
| 50 metres tanques detalls  | Zofia Bielczyk (POL)        | 6.74    | Maria Kemenchezhi (URS)  | 6.80    | Tatyana Anisimova (URS) | 6.81    |
| Salt d'alçada detalls      | Sara Simeoni (ITA)          | 1.97    | Elżbieta Krawczuk (POL)  | 1.94    | Urszula Kielan (POL)    | 1.94    |
| Salt de llargada detalls   | Karin Hänel (FRG)           | 6.77    | Sigrid Heimann (GDR)     | 6.66    | Jasmin Fischer (FRG)    | 6.65    |
| Llançament de pes detalls  | Ilona Slupianek (GDR)       | 20.77   | Helena Fibingerová (TCH) | 20.64   | Helma Knorscheidt (GDR) | 20.12   |

## Medaller
| Núm. | País           | Or | Argent | Bronze | Total |
| ---- | -------------- | -- | ------ | ------ | ----- |
| 1    | RDA            | 4  | 1      | 2      | 7     |
| 2    | RFA            | 3  | 4      | 2      | 9     |
| 3    | França         | 2  | 1      | 3      | 6     |
| 4    | Polònia        | 2  | 1      | 2      | 5     |
| 5    | Itàlia         | 2  | 1      | 1      | 4     |
| 6    | Finlàndia      | 2  | 0      | 0      | 2     |
| 6    | Suïssa         | 2  | 0      | 0      | 2     |
| 8    | Unió Soviètica | 1  | 5      | 5      | 11    |
| 8    | Bulgària       | 1  | 2      | 1      | 4     |
| 9    | Txecoslovàquia | 1  | 1      | 0      | 2     |
| 10   | Espanya        | 0  | 2      | 1      | 3     |
| 11   | Hongria        | 0  | 1      | 0      | 1     |
| 11   | Suècia         | 0  | 1      | 0      | 1     |
| 13   | Regne Unit     | 0  | 0      | 2      | 2     |
| 14   | Iugoslàvia     | 0  | 0      | 1      | 1     |
|      | TOTAL          | 20 | 20     | 20     | 60    |